# Прямоволосник блідий
Прямоволосник блідий (Orthotrichum pallens) — вид мохів порядку прямоволосникальних (Orthotrichales).

## Поширення
Батьківщиною є Європа, Північна Америка, Азія.

## Галерея

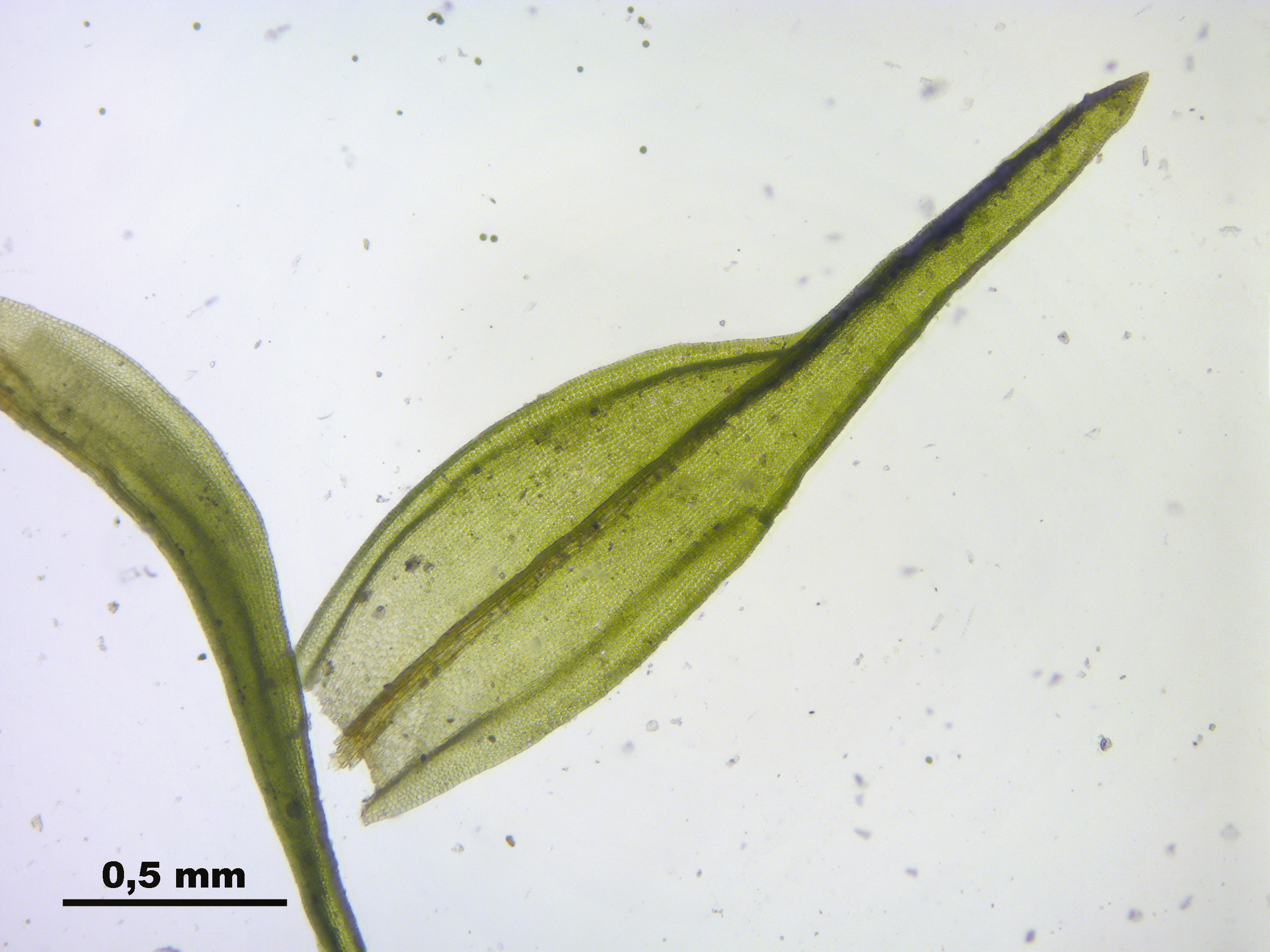
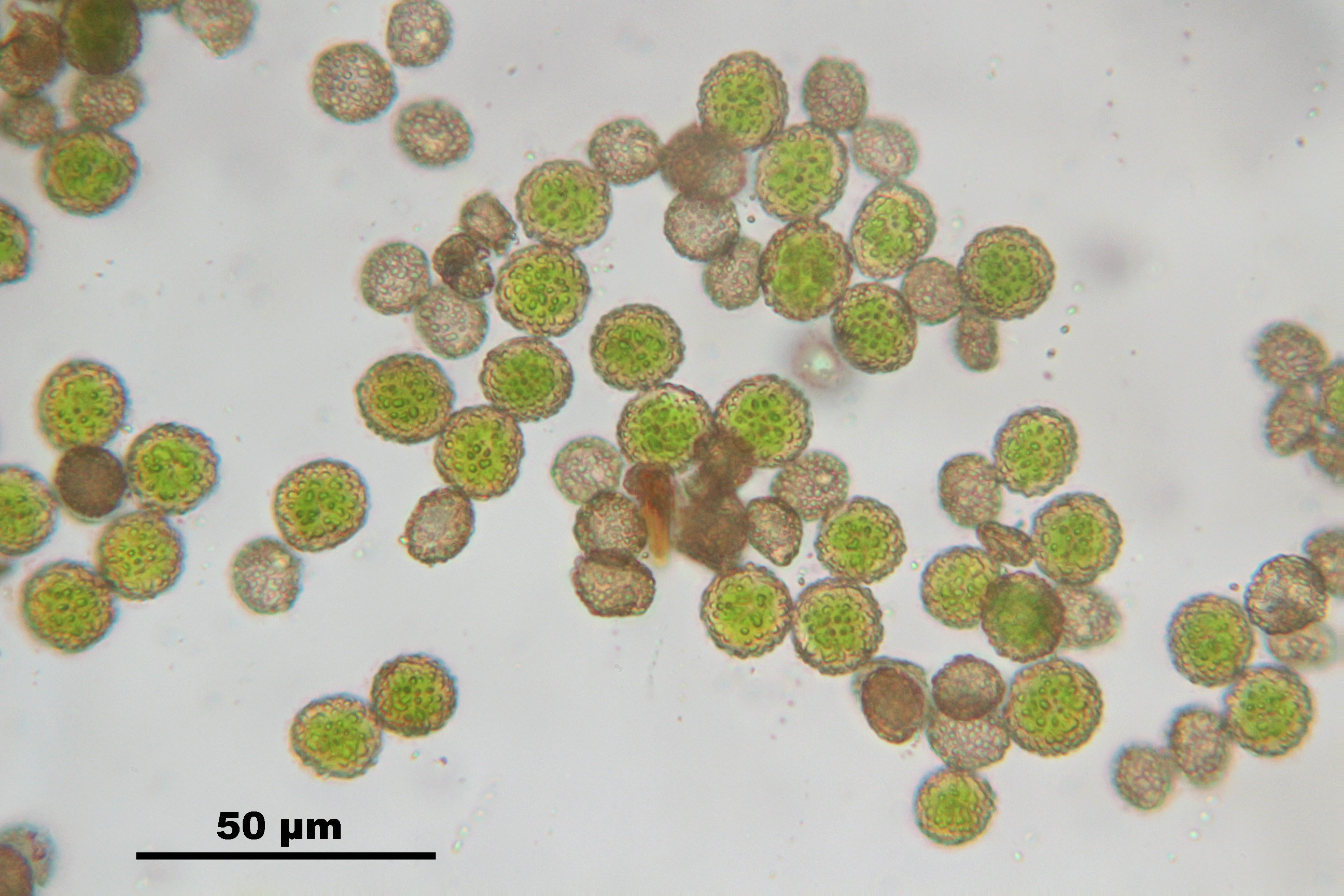

## Характеристика
Рослини 0.3–1 см. Стеблові листки в сухому стані нещільно прямовисно-притиснуті і злегка загнуті, від видовжено-ланцетних до широко-ланцетних, 1.6–3 мм; краї загнуті майже до вершини, цілі чи зубчасті на вершині; верхівка вузько-тупа чи гостра. Статевий стан кладаутоікозний. Коробочкові ніжки 0.5–1.5 мм. Коробочка від довгастої до видовжено-циліндричної, 1–2.5 мм, сильно 8-ребриста, вузькоциліндрична, у старості звужена по всій довжині. Спори 10–20 мкм.